# Armio
Armio è una frazione del comune italiano di Maccagno con Pino e Veddasca.

## Storia
Fu un antico comune e una parrocchia della Val Travaglia.
Nel 1809, in età napoleonica, il comune di Armio fu soppresso e aggregato al limitrofo comune di Graglio; recuperò l'autonomia nel 1816, in seguito all'istituzione del Regno Lombardo-Veneto.
All'Unità d'Italia (1861) Armio contava 464 abitanti.
Nel 1928 il comune fu fuso coi comuni di Biegno, Cadero con Graglio e Lozzo, formando il nuovo comune di Veddasca.
A sua volta, a seguito di un referendum, dal 2014 il comune di Veddasca si fuse con Pino sulla Sponda del Lago Maggiore e Maccagno per dare vita al nuovo comune di Maccagno con Pino e Veddasca.

## Società

### Evoluzione demografica
- 404 abitanti nel 1751
- 424 abitanti nel 1805
- 436 abitanti nel 1853
- 519 abitanti nel 1871
- 534 abitanti nel 1881
- 517 abitanti nel 1901
- 497 abitanti nel 1921